# Bergur Løkke Rasmussen
Bergur Løkke Rasmussen, né le 4 mars 1990 à Gilleleje, est un homme politique danois et député européen depuis le 22 novembre 2022 en remplacement de Søren Gade et siège jusqu'en 2024.

## Biographie
Bergur Løkke Rasmussen est le fils de l'ancien Premier ministre Lars Løkke Rasmussen.
Il s'engage pour la première fois en politique en étant candidat pour le parti Venstre, alors présidé par son père, aux élections régionales de 2013 dans la région Hovedstaden. Il est élu conseiller régional lors du scrutin du 19 novembre. Il n'est pas candidat à sa réélection lors des élections de 2017.
En août 2018, il annonce qu'il sera candidat aux élections européennes de 2019. Lors du scrutin du 26 mai, il ne remporte pas de siège et devient le premier suppléant de son parti. 
En novembre 2020, il devient lobbyiste auprès du cabinet Grace Public Affairs. Il redevient conseiller régional à l'occasion des élections du 16 novembre 2021.
Après les élections législatives anticipées de 2022, les députés européens de Venstre Søren Gade et Linea Søgaard-Lidell sont élus au Folketing et quittent le Parlement européen, permettant à Bergur Løkke Rasmussen de devenir député européen à partir du 22 novembre. Il siège alors au sein du groupe Renew Europe et de la commission des transports et du tourisme.
Quelques jours avant de devenir député européen, il affirme son intention de rester membre de Venstre et de se présenter sous cette étiquette aux élections européennes de 2024, bien que que son père ait fondé un nouveau parti, Modérés, quelques mois plus tôt. Finalement, il rejoint la formation de son père en mars 2023.
Il est candidat à sa réélection au Parlement européen sous sa nouvelle étiquette lors du scrutin de 2024. La liste emmenée par Stine Bosse n'obtient toutefois qu'un seul siège, et Bergur Løkke Rasmussen redevient premier suppléant.
En novembre 2024, il annonce sa candidature aux élections municipales de novembre 2025 à Helsingør. Le mois suivant, il annonce également qu'il sera candidat aux prochaines élections législatives, qui doivent se tenir au plus tard en octobre 2026.